# Shizuo Miyama
Shizuo Miyama (深山 静夫?, Miyama Shizuo; Hiroshima, ...) è un ex calciatore giapponese, di ruolo difensore.